# ديفيد كرو
ديفيد كرو (بالإنجليزية: David Crowe)‏ هو مهندس أمريكي، ولد في 7 يونيو 1966.